# Восточно-Карпатская операция
Восточно-Карпатская операция (8 сентября — 28 октября 1944) — стратегическая военная операция советских войск против армии Германии в ходе Второй мировой войны, была попыткой оказать помощь Словацкому восстанию. В ходе операции советские войска совместно с 1-м чехословацким армейским корпусом овладели Дуклинским перевалом и освободили Закарпатскую Украину.

## Предыстория
29 августа 1944 года в Словакии началось восстание против профашистского правительства Словакии. Однако силы были неравны, вскоре фашисты начали теснить повстанцев. Словацкие повстанцы 31 августа обратились за помощью к правительству СССР.
Маршал И. С. Конев, докладывая в Ставку, предложил провести операцию для оказания помощи восставшим. 2 сентября Ставка приказала провести наступательную операцию на стыке 1-го и 4-го Украинских фронтов. Цель её заключалась в том, чтобы ударом из района Кросно на Дуклю и далее на Прешов выйти в Словакию и соединиться с повстанцами.

## Расстановка сил

### СССР
В ходе преследования противника после завершения Львовско-Сандомирской операции 1944 г. войска левого крыла 1-го Украинского фронта (Маршал Советского Союза И. С. Конев) – 38-я армия, усиленная 25-м танковым, 1-м гвардейским кавалерийским и чехословацким 1-м армейским корпусами, часть сил 2-й воздушной армии и 4-го Украинского фронта (генерал-полковник, с 26 октября генерал армии И. Е. Петров – 1-я гвардейская и 18-я армии, 17-й гвардейский стрелковый корпус, 8-я воздушная армия вышли к предгорьям Восточных Карпат и закрепились на рубеже северо-западнее Крыно, Санок, Сколе, Красноильск. В их составе имелось 246 тыс. человек, 5140 орудий и миномётов, 322 танка и САУ, 1165 боевых самолетов.
- 1-й Украинский фронт (Маршал Советского Союза И. С. Конев)
  - 38-я армия (генерал-полковник К. С. Москаленко)
  - 2-я воздушная армия (генерал-лейтенант авиации С. А. Красовский)
  - 1-й гвардейский кавалерийский корпус (генерал-лейтенант В. К. Баранов)
  - 25-й танковый корпус (генерал-майор танковых войск Ф. Г. Аникушкин)
  - 1-й чехословацкий армейский корпус (дивизионный генерал Л. Свобода)
- 4-й Украинский фронт (генерал армии И. Е. Петров)
  - 1-я гвардейская армия (генерал-полковник А. А. Гречко)
  - 18-я армия (генерал-лейтенант Е. П. Журавлёв)
  - 8-я воздушная армия (генерал-лейтенант авиации В. Н. Жданов)
  - 17-й гвардейский стрелковый корпус

### Германия
В полосе наступления советских войск противник оборонялся силами 17-й армии армейской группы «Хейнрици» (1-я немецкая танковая и 1-я венгерская армии, часть сил 4-го воздушного флота, с 25.9.1944 г. группа армий «А»; генерал-полковник Й. Харпе), которая насчитывала около 20 дивизий общей численностью до 300 тыс. человек и имела 3250 орудий и миномётов, 100 танков и САУ, 450 самолётов.
Противник имел в Карпатах мощную глубокоэшелонированную (до 60 км) оборону, прорыв которой требовал длительной подготовки.
- Армейская группа Хейнрици:
  - 1-я танковая армия (генерал-полковник Готхард Хейнрици)
  - Части 1-й венгерской армии

## Подготовка
Замысел Восточно-Карпатской стратегической наступательной операции — задача освобождения Чехословакии была поставлена перед войсками 1-го, 2-го и 4-го Украинских фронтов. В связи с успешным продвижением войск 2-го Украинского фронта в тыл карпатской группировки противника возникла возможность начать освобождение Словакии без преодоления Восточных Карпат, ударом по вражеским войскам с востока. Поэтому 26 августа Ставка дала указание 4-му Украинскому фронту отложить ранее намеченную операцию и перейти к жёсткой обороне. Однако обстановка резко изменилась: в Словакии началось вооруженное восстание, руководство которого обратилось к советскому правительству с просьбой оказать срочную военную помощь словацкому народу.
2 сентября командующий 1-м Украинским фронтом маршал И. С. Конев направил письменное донесение Верховному главнокомандующему И. В. Сталину о перелёте 30 августа на советскую сторону группы словацких самолётов. Заместитель командира словацкого корпуса полковник В. Тальский заявил, что в случае наступления советских войск в западном направлении 1-я и 2-я словацкие дивизии, расположенные на чехословацко-польской границе, могли бы наступать на Кросно, навстречу им.
Ставка понимала, что операция по преодолению Карпат с востока с военной точки зрения сопряжена со многими дополнительными трудностями. Однако желание помочь чехословацкому народу продиктовало решение о нанесении удара в Карпатах, вопреки оперативной целесообразности. Сталин приказал 1-му Украинскому фронту подготовить и провести наступление из района Кросно — Санок в общем направлении на Прешов, выйти на границу Словакии и соединиться со словацкими войсками. Одновременно 4-й Украинский фронт получил приказ нанести удар по противнику правым крылом из района Санок в направлении Команьча с целью выйти на границу Словакии и также соединиться с повстанцами. Для того, чтобы помочь 4-му Украинскому фронту перейти Карпаты и овладеть районом Ужгород — Чоп — Мукачево, Ставка 5 сентября 1944 г. дала указание 2-му Украинскому фронту нанести удар с юга через Брашов и Сибиу в направлении на Клуж.
Вся операция планировалась на глубину 90-95 км и продолжительностью 5 суток.
В направлении главного удара, 38-я армия 1-го Украинского фронта, усиленная 25-м танковым, 1-м гвардейским кавалерийским и 1-м чехословацким армейскими корпусами, должна была нанести удар из района Кросно, прорвать оборону противника на 8-километровом участке и уничтожить его части. 1-я гвардейская армия, усиленная несколькими танковыми и артиллерийским соединениями и частями, прорывала оборону противника в районе Санок, нанося удар в общем направлении на Команьча.
Стратегическая группировка создавалась в составе трех общевойсковых армий и двух отдельных стрелковых корпусов, одного танкового и одного кавалерийского корпуса со средствами усиления. Действия наземных войск с воздуха обеспечивались авиацией двух воздушных армий.
Разгром противника осуществлялся способом последовательного вытеснения его войск с занимаемых рубежей. Боевые действия принимали затяжной характер и велись медленными темпами. Большое значение приобретала борьба за горные перевалы.

## Ход операции
Традиционно для советской историографии Восточно-Карпатская стратегическая операция разделяется на две фронтовые: Карпатско-Дуклинская наступательная операция в полосе 1-го Украинского фронта, Карпатско-Ужгородская наступательная операция в полосе 4-го Украинского фронта. Операция началась в полосе 1-го Украинского фронта 8 сентября 1944 года, в полосе 4-го Украинского фронта — 9 сентября. Немецко-венгерские войска, занимавшие выгодные оборонительные позиции, оказывали упорное сопротивление.
Немцы, стремясь любой ценой удержать Словакию и Трансильванию, стали подтягивать крупные силы к району, где была прорвана их оборона. Это вынудило советское командование усилить наступающие войска двумя танковыми корпусами. Обстановка сложилась так, что советским войскам по просьбе правительства Чехословакии необходимо было срочно провести операцию по оказанию помощи Словацкому национальному восстанию.
Цель операции – предпринять наступление из района Кросно, Санок в направлении на Прешов, выйти на границу Словакии и соединиться со словацкими войсками.
За 6 суток, отведенных на подготовку операции, 4-й Украинский фронт был усилен 3-м горнострелковым корпусом, части которого имели опыт действий в горах Кавказа и Крыма и располагали специальным снаряжением, четырьмя горно-вьючными минометно-артиллерийскими полками, двумя танковыми бригадами, двумя самоходно-артиллерийскими полками и двумя горно-инженерными бригадами.
8 сентября в наступление перешли войска 38-й армии, а 9 сентября правофланговые соединения 1-й гвардейской армии. Наступая в трудных условиях горно-лесистой местности, при неблагоприятных погодных условиях, особенно для действий 2-й и 8-й воздушных армий, они к середине сентября продвинулись на 12–23 км, вклинились в оборону противника, но выполнить поставленную задачу – соединиться со словацкими повстанцами и партизанами – не смогли. Противнику удалось создать на направлениях их действий сильную группировку войск, перебросив туда до пяти пехотных дивизий, снятых с неатакованных участков перед 18-й армией и 17-м гвардейским стрелковым корпусом 4-го Украинского фронта.
Чтобы лишить противника свободы маневра и облегчить положение ударной группировки, 18 сентября в наступление перешли группировки войск 18-й армии и 17-го гвардейского стрелкового корпуса. Общий фронт наступления расширился до 400 км. Войска 18-й армии, используя ослабление обороны противника и применяя глубокие обходы его опорных пунктов и узлов сопротивления, 18 сентября преодолели Главный Карпатский хребет и начали развивать наступление на ужгородском и мукачевском направлениях. 17-й гвардейский стрелковый корпус 16 октября овладел городом Рахов, 18 октября во взаимодействии с 40-й армией 2-го Украинского фронта – городом Сигет и главными силами развивал наступление на Чоп. Действия 38-й и 1-й гвардейских армий были менее успешными.
К концу сентября советские и чехословацкие воины вышли к главному Карпатскому хребту. 20 сентября 1944 года, прорвав оборону в районе Лупковского перевала, Красная Армия вышла к чехословацкой границе. 21 сентября советские войска освободили первую чехословацкую деревню — Калинов (ныне район Медзилаборце).
6 октября 1-й чехословацкий армейский корпус, овладев вместе с советскими войсками 67-го стрелкового и 31-го танкового корпусов 38-й армии Дуклинским перевалом, вступил на родную землю, освободив деревню Вышный Комарник (ныне район Свидник). Неоднократные последующие попытки сломить сопротивление противника успеха не имели. 1-я гвардейская армия по приказу командующего фронтом продолжала вести боевые действия на отдельных направлениях небольшими разведывательными группами. 38-я армия вела упорные бои к юго-западу от Дукельского перевала за выход в долину реки Ондавы. 18-я армия и 17-й гвардейский стрелковый корпус, используя успех 2-го Украинского фронта, продолжали развивать наступление в Закарпатской Украине, освободив 26 октября город Мукачево, 27 октября – Ужгород. К 28 октября войска 4-го Украинского фронта, продолжая совместно с войсками 1-го и 2-го Украинских фронтов наступление, в полосе 38-й армии и 1-й гвардейской армии вели бои за перевалы Главного Карпатского хребта, а в полосе 18-й армии и 17-го гвардейского стрелкового корпуса вышли на рубеж Стакчин – Собранце – Павловце – Чоп – река Тиса. На этом рубеже продвижение советских войск было задержано сильными контратаками свежих сил противника.
До конца октября советские и чехословацкие войска вели тяжёлые, кровопролитные бои против немцев, упорно оборонявшихся в горах. Они добились серьёзных успехов, но прорваться к повстанцам не смогли. 28 октября наступление прекратилось. Оба фронта и 1-й чехословацкий армейский корпус перешли к обороне.

## Итоги
Так как советским войскам не удалось прорваться к словацким повстанцам, 28 октября восстание было подавлено, хотя партизаны продолжали борьбу вплоть до освобождения Чехословакии Красной армией.
Каждые два года 6 октября на территории у сёл Капишова (словац. Kapišová) и Кружлова (словац. Kružlová), где размещены 8 танков Т-34 отмечаются события тех танковых боев, прошедших здесь.
В ходе Восточно-Карпатской операции советские войска нанесли серьезное поражение армейской группе «Хейнрици».
Советские войска освободили западные области Украины и часть Восточной Словакии, захватили важный стратегический рубеж – Восточные Карпаты. Захват советскими войсками перевалов Главного Карпатского хребта создавал выгодные предпосылки освобождения Чехословакии. Цель операции была достигнута.
За доблесть и воинское мастерство в боях 59 советских соединений и частей удостоены почётных наименований Карпатских, Ужгородских, Мукачевских, 60 – награждены орденами. 30 воинов удостоены звания Героя Советского Союза.
- Дукла, высота 534
- Немецкий мемориал 97-й егерской дивизии, Кшановице
- Чехословацкий мемориал жертвам войны в 1944 году, Новосельце[англ.]

## Документалистика
- Документальный фильм из серии «Память». Автор и режиссёр Евгений Безбородов. ООО «Голд Медиум» по заказу ВГТРК. 2018 г (19 июня 2019). Хранители Дуклинского перевала.  26 мин. ГТРК «Культура». {{cite episode}}: |series= пропущен или пуст (справка)